# Album al numero uno nella Billboard 200 nel 2000

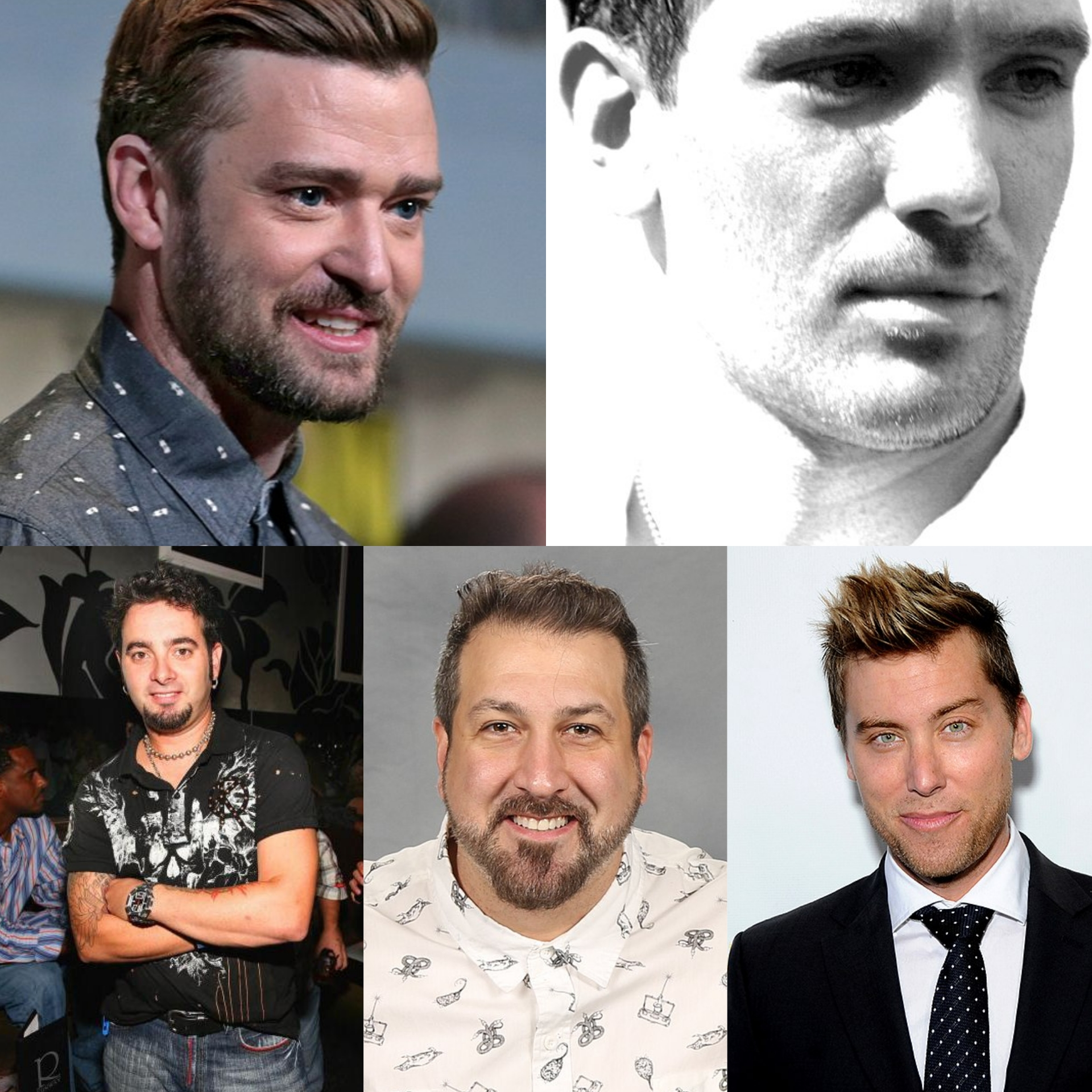
No Strings Attached, album della boy band statunitense NSYNC, è l'album più venduto del 2000, vendendo più di 9.9 milioni di copie. Grazie a più di 2.4 milioni di copie vendute in una settimana, ha detenuto fino al 2015 il record per il maggior numero di dischi venduti in una settimana.

Di seguito è proposta la lista degli album al numero uno nella Billboard 200 nel 2000.
La Billboard 200, pubblicata dalla rivista Billboard, è una classifica settimanale che considera i 200 album e EP più venduti negli Stati Uniti. I dati sono raccolti e compilati dalla Nielsen SoundScan prendendo in considerazione le vendite fisiche degli album accumulate settimanalmente.
Durante il 2000 sono stati 18 gli album che hanno raggiunto la prima posizione della classifica, ai quali si aggiungono All the Way... A Decade of Song e Supernatural, rispettivamente di Céline Dion e dei Santana, che avevano raggiunto la vetta già nel 1999.
No Strings Attached degli NSYNC, The Marshall Mathers LP di Eminem e la compilation dei Beatles 1, con 8 settimane ciascuno, sono gli album con la più lunga permanenza del 2000 e i secondi del decennio 2000-2009, dietro a Fearless di Taylor Swift che nel 2009 è rimasto in vetta per 11 settimane non consecutive. Supernatural dei Santana è rimasto alla prima posizione per 9 settimane non consecutive nel 2000 ma viene accreditato come album più longevo del 1999 in quanto aveva raggiunto la vetta in quell'anno.
No Strings Attached è l'album più venduto del 2000, accumulando circa 9.94 milioni di copie vendute. L'album viene ricordato per le sue 2.4 milioni di copie vendute nella settimana di pubblicazione, un record a quel tempo. L'album ha detenuto questo record fino al 2015, quando 25 della cantante britannica Adele debuttò nella prima settimana con più di 3.4 milioni di copie.
The Marshall Mathers LP di Eminem ha venduto oltre 7.92 milioni di copie, il secondo album più venduto del 2000. L'album ha debuttato con più di 1.76 milioni di copie.
Oops!... I Did It Again della cantante pop Britney Spears ha venduto 7.89 milioni di copie, diventando il terzo album più venduto dell'anno. L'album è entrato nella classifica con 1.3 milioni di copie, infrangendo il record per il maggior numero di dischi venduti in una sola settimana da un'artista femminile. Black & Blue dei Backstreet Boys ha venduto 1.6 milioni di copie nella sua settimana di debutto, migliorando il loro precedente record di 1.13 milioni ottenuto con l'album Millennium.
Il 2000 ha avuto il minor numero di album di artiste donne che hanno raggiunto la prima posizione sin dal 1996, con solamente Britney Spears, Céline Dion e Madonna a riuscirci.

## Billboard 200
| † | Indica l'album con le migliori prestazioni del 2000. |

| Data         | Album                                             | Artista         | Tot. sett. #1 | Unità vendute | Fonti         |
| ------------ | ------------------------------------------------- | --------------- | ------------- | ------------- | ------------- |
| 1º gennaio   | All the Way... A Decade of Song                   | Celine Dion     | 3             | 537.000       | [ 7 ]         |
| 8 gennaio    | ...And Then There Was X                           | DMX             | 1             | 698.000       | [ 8 ]         |
| 15 gennaio   | Vol. 3: Life and Times of S. Carter               | Jay-Z           | 1             | 462.000       | [ 9 ] [ 10 ]  |
| 22 gennaio   | Supernatural                                      | Santana         | 12            | 204.000       | [ 11 ] [ 12 ] |
| 29 gennaio   | Supernatural                                      | Santana         | 12            | 174.114       | [ 13 ] [ 14 ] |
| 5 febbraio   | Supernatural                                      | Santana         | 12            | 199.533       | [ 15 ] [ 16 ] |
| 12 febbraio  | Voodoo                                            | D'Angelo        | 2             | 321.067       | [ 17 ] [ 18 ] |
| 19 febbraio  | Voodoo                                            | D'Angelo        | 2             | 190.901       | [ 19 ] [ 20 ] |
| 26 febbraio  | Supernatural                                      | Santana         | 12            | 217.105       | [ 21 ] [ 22 ] |
| 4 marzo      | Supernatural                                      | Santana         | 12            | 219.000       | [ 23 ] [ 24 ] |
| 11 marzo     | Supernatural                                      | Santana         | 12            | 583.000       | [ 24 ] [ 25 ] |
| 18 marzo     | Supernatural                                      | Santana         | 12            | 441.034       | [ 26 ] [ 27 ] |
| 25 marzo     | Supernatural                                      | Santana         | 12            | 343.312       | [ 28 ] [ 29 ] |
| 1º aprile    | Supernatural                                      | Santana         | 12            | 307.000       | [ 30 ] [ 31 ] |
| 8 aprile     | No Strings Attached †                             | NSYNC           | 8             | 2.415.859     | [ 32 ] [ 33 ] |
| 15 aprile    | No Strings Attached †                             | NSYNC           | 8             | 811.298       | [ 34 ] [ 35 ] |
| 22 aprile    | No Strings Attached †                             | NSYNC           | 8             | 533.000       | [ 36 ] [ 37 ] |
| 29 aprile    | No Strings Attached †                             | NSYNC           | 8             | 422.000       | [ 38 ] [ 39 ] |
| 6 maggio     | No Strings Attached †                             | NSYNC           | 8             | 654.600       | [ 40 ] [ 41 ] |
| 13 maggio    | No Strings Attached †                             | NSYNC           | 8             | 248.000       | [ 42 ] [ 43 ] |
| 20 maggio    | No Strings Attached †                             | NSYNC           | 8             | 191.000       | [ 44 ] [ 45 ] |
| 27 maggio    | No Strings Attached †                             | NSYNC           | 8             | 188.156       | [ 46 ] [ 47 ] |
| 3 giugno     | Oops!... I Did It Again                           | Britney Spears  | 1             | 1.319.193     | [ 48 ] [ 49 ] |
| 10 giugno    | The Marshall Mathers LP                           | Eminem          | 8             | 1.760.049     | [ 35 ] [ 50 ] |
| 17 giugno    | The Marshall Mathers LP                           | Eminem          | 8             | 793.713       | [ 51 ] [ 52 ] |
| 24 giugno    | The Marshall Mathers LP                           | Eminem          | 8             | 598.000       | [ 53 ] [ 54 ] |
| 1º luglio    | The Marshall Mathers LP                           | Eminem          | 8             | 519.000       | [ 55 ] [ 56 ] |
| 8 luglio     | The Marshall Mathers LP                           | Eminem          | 8             | 409.400       | [ 57 ] [ 58 ] |
| 15 luglio    | The Marshall Mathers LP                           | Eminem          | 8             | 341.000       | [ 59 ] [ 60 ] |
| 22 luglio    | The Marshall Mathers LP                           | Eminem          | 8             | 290.554       | [ 61 ] [ 62 ] |
| 29 luglio    | The Marshall Mathers LP                           | Eminem          | 8             | 257.000       | [ 63 ] [ 64 ] |
| 5 agosto     | Now 4                                             | Artisti vari    | 3             | 320.000       | [ 65 ]        |
| 12 agosto    | Now 4                                             | Artisti vari    | 3             | 258.164       | [ 66 ] [ 67 ] |
| 19 agosto    | Now 4                                             | Artisti vari    | 3             | 239.519       | [ 68 ] [ 69 ] |
| 26 agosto    | Country Grammar                                   | Nelly           | 5             | 234.000       | [ 70 ] [ 71 ] |
| 2 settembre  | Country Grammar                                   | Nelly           | 5             | 235.000       | [ 72 ] [ 73 ] |
| 9 settembre  | Country Grammar                                   | Nelly           | 5             | 213.512       | [ 74 ] [ 75 ] |
| 16 settembre | Country Grammar                                   | Nelly           | 5             | 200.000       | [ 76 ] [ 77 ] |
| 23 settembre | Country Grammar                                   | Nelly           | 5             | 191.608       | [ 78 ] [ 79 ] |
| 30 settembre | G.O.A.T.                                          | LL Cool J       | 1             | 208.649       | [ 80 ]        |
| 7 ottobre    | Music                                             | Madonna         | 1             | 419.601       | [ 81 ] [ 82 ] |
| 14 ottobre   | Let's Get Ready                                   | Mystikal        | 1             | 330.663       | [ 83 ] [ 84 ] |
| 21 ottobre   | Kid A                                             | Radiohead       | 1             | 207.393       | [ 85 ]        |
| 28 ottobre   | Rule 3:36                                         | Ja Rule         | 1             | 275.000       | [ 86 ]        |
| 4 novembre   | Chocolate Starfish and the Hot Dog Flavored Water | Limp Bizkit     | 2             | 1.054.511     | [ 87 ] [ 88 ] |
| 11 novembre  | Chocolate Starfish and the Hot Dog Flavored Water | Limp Bizkit     | 2             | 392.000       | [ 89 ] [ 90 ] |
| 18 novembre  | The Dynasty: Roc La Familia                       | Jay-Z           | 1             | 557.789       | [ 91 ] [ 92 ] |
| 25 novembre  | TP-2.com                                          | R. Kelly        | 1             | 543.259       | [ 93 ] [ 94 ] |
| 2 dicembre   | 1                                                 | The Beatles     | 8             | 594.666       | [ 95 ]        |
| 9 dicembre   | Black & Blue                                      | Backstreet Boys | 2             | 1.591.191     | [ 96 ] [ 97 ] |
| 16 dicembre  | Black & Blue                                      | Backstreet Boys | 2             | 689.578       | [ 98 ] [ 99 ] |
| 23 dicembre  | 1                                                 | The Beatles     | 8             | 670.673       | [ 100 ]       |
| 30 dicembre  | 1                                                 | The Beatles     | 8             | 823.587       | [ 101 ]       |

Note:
1. ↑  Ha raggiunto il numero uno anche nel 1999
2. 1 2  Ha raggiunto il numero uno anche nel 1999
3. 1 2  Ha raggiunto il numero uno anche nel 2001